# ドゥルダカ

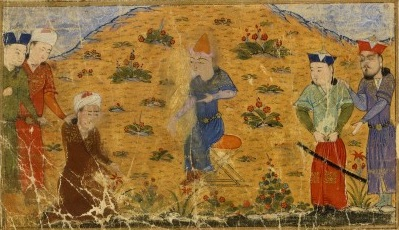
『集史』パリ写本に描かれるドゥルダカ

ドゥルダカ・ノヤン（モンゴル語: Durdaqa noyan, ？ - ？）とは、13世紀後半から14世紀初頭にかけて大元ウルス及びカイドゥ・ウルスに仕えたモンゴル人。「[クビライの]御家人（ノコル）で彼より地位の高い者は誰もいなかった」と称されるほど高位の人物であったにもかかわらず、クビライと対立してカイドゥ・ウルスに亡命し、クビライの死後再び大元ウルスに投降したことで知られる。
『元史』などの漢文史料では朶魯朶海(duǒlǔduǒhǎi)・朶児朶海(duǒérduǒhǎi)・朶児朶懐(duǒérduǒhuái)、『集史』などのペルシア語史料ではتورتاقا(tūrtāqā)もしくはدوردقه(dūrdaqa)と記される。

## 概要

### 生い立ち
ドゥルダカの出自について、漢文史料の『元史』などには列伝がないが、西方で編纂されたペルシア語史料の『集史』「コルラウト部族志」には詳細な記述が残されている。
『集史』の記述によると、コンギラト系コルラウト部出身のドゥルダカはチンギス・カンの時代から続く名家の出で、帝位継承戦争時にはアリク・ブケ側に味方したものの積極的にクビライと敵対していたわけではなかったため、内戦終結後改めてクビライに仕えるようになったという。なお、ドゥルダカは『集史』で「宰相職にあった」と記されるが、『元史』の宰相表にはドゥルダカの名前は記されない。ただし、屠寄は宰相表の至元15年（1278年）から至元18年（1281年）にかけて「左丞相」の欄が空欄になっていることに注目し、この期間に左丞相の地位にあった人物こそがドゥルダカで、『元史』巻210で至元17年（1280年）に登場する「丞相脱里奪海」はドゥルダカの異訳の一つではないかと考証している。

### 大元ウルスの丞相時代
クビライは帝位継承戦争に勝利したものの、帝国全体の総意を得たわけでもなく、事実上武力によって帝位を獲得したクビライに反発する王侯は多数おり、その代表的人物がオゴデイ家のカイドゥであった。カイドゥの勢力は当初弱小であったものの、1270年代末に起こった「シリギの乱」を経てクビライが派遣した鎮圧軍が解体・分裂したこと、モンケ家・アリクブケ家といった反クビライ派の王族がカイドゥの下に亡命したこともあって急速に拡大し、中央アジア一円を支配する強大な勢力に成長した。そこで対カイドゥ戦線に起用された将軍の一人がドゥルダカで、ドゥルダカは遅くとも至元21年（1284年）にはモンゴル高原で軍を率いカイドゥ軍と対峙していた。同年中には皇族のヤクドゥとキプチャク人将軍のトトガクがカイドゥ軍を撃破した功績をドゥルダカがクビライに上奏しており、ドゥルダカは大元ウルス側の軍功を考課する高い地位にあったものと見られる。
至元23年（1286年）、アルタイ山脈を越えて侵攻してきたカイドゥ軍を、ドゥルダカとトトガクの2人が協力して撃退した。また、同年中には五条河屯田に駐屯するカンダスンが疲弊した兵士の救済を願い出て、ドゥルダカがその調査に当たることになったが、調査の上使者をやりとりしていては時機を逸してしまうと判断したクビライがすぐに救済させたという記録が残っている。この記述から、ドゥルダカの駐屯地は五条河屯田・チンカイ屯田に近い地にあったのではないかと見られている。
至元24年（1287年）、オッチギン家のナヤンはクビライに対する叛乱を企み、モンゴリア東方の諸王に密かに使者を派遣し仲間に引き込もうとした。当時モンゴル高原に駐留していたドゥルダカとトトガクはナヤンからカチウン家のシンナカルとコルゲン家のエブゲンに派遣された密使を捕縛し、その企みを尽く把握しクビライに報告した。その後、「ナヤンの乱」が始まるとシンナカルはドゥルダカとトトガクの2大将を宴会に招いて謀殺せんとし、ドゥルダカは当初これに応じようとしたが、トトガクが宴に行くことを止め、シンナカルの計画は失敗に終わった。また、同年中には叛王の阿赤思を捕虜としている。

### カイドゥ・ウルスへの投降
至元27年（1290年）には再びカイドゥによる侵攻があり、当時大オルド（大帳）を守っていたドゥルダカとヤクドゥが撃退のため出陣した。ところがドゥルダカらの軍は戦わずして潰走してしまい、ヤクドゥ軍の輜重はカイドゥ配下のヨブクルとメリク・テムルによって掠奪され、ヤクドゥは僅か13騎とともに逃れるほどの大敗を喫し、ドゥルダカはこれ以後暫く漢文史料に記載されなくなる。一方、『集史』には「ある者達が彼（ドゥルダカ）を密告したので、クビライ・カアンは彼を召喚した。［ドゥルダカは］恐れ少数の部下達と逃げ、アリク・プケの子ヨブクル及びモンケ・カアンの孫でシリギの子であるウルス・ブカと結んだ。そして彼のもとにいた」とあり、ドゥルダカは何物かの密告によってクビライに処罰されることを恐れ、ヨブクルとウルス・ブカを頼ってカイドゥ・ウルス側に亡命したと記される。『元史』『集史』双方の比較により、ドゥルダカは1280年代に高位の将軍としてモンゴル高原に駐屯していたが、至元27年の敗戦によりクビライの信頼を失い、責任を問われることを恐れてカイドゥ・ウルスに亡命するに至ったのではないかと考えられている。
カイドゥ・ウルスに所属している間のドゥルダカの動向については全く記録がないが、クビライが至元31年（1294年）に崩御してしばらく経つと、ドゥルダカとヨブクル、ウルス・ブカらは大元ウルスの側に投降することを考えるようになった。ドゥルダカが投降を決意するに至った理由について、『集史』「テムル・カアン紀」は「［私は］クビライ・カアンを恐れて逃げたのです。私は、そこ（カイドゥ・ウルス）にいた間、全くカアンの軍隊と戦わず、攻めもしませんでした。テムルがカアンとなったので、この時を好機とし、これらの諸王たちと相談して来たのです」というドゥルダカの弁解の言葉を記載している。そもそも、カイドゥは様々な理由からクビライと対立する者たちが拠り集まった「反クビライ勢力の連合体」という側面が強かったが、他ならぬクビライの死によって本来の目的が薄れ、改めて大元ウルスとカイドゥ・ウルスの国力差・経済格差が浮き彫りとなり、ドゥルダカらの投降に繋がったものとみられる。

### 大元ウルスへの再投降
元貞2年（1296年）秋、モンゴル高原に駐屯するトトガクはアルタイ山脈のウルン・ハンでドゥルダカ、ヨブクル、ウルス・ブカら3王侯の投降を受けた。3王侯の処遇について大元ウルス内部では様々な議論がなされたようで、『集史』「テムル・カアン紀」によると当初オルジェイトゥ・カーン（成宗テムル）はヨブクルは許すが、2度も裏切ったドゥルダカは処刑にしようとしていた。しかし、前述したようにドゥルダカが投降後も大元ウルスを攻めたことはないと弁明したこと、またボロカンらが投降した王侯らを敢えて厚遇することで更なる投降者を増やすべきだとする進言が受入られたことにより、3王侯は全く罪に問われることなく投降を許されることになった。『集史』テムル・カアン紀によるとまずドゥルダカとヨブクルが先行してオルジェイトゥ・カーンの下に案内され、ウルス・ブカはカラコルムに留められて後から入朝することとされた。また、漢文史料によるとこの時ドゥルダカ、ヨブクルらを先導したのは皇族でオルジェイトゥ・カーンの従兄弟にあたる晋王（ジノン）カマラで、移動に用いられたのはジャムチ（駅站）のモリン道であった。
投降後のドゥルダカはヨブクルとともに再び対カイドゥ・ウルスとの戦いの指揮官に任命されたようで、皇族のココチュ、アスト人将軍ユワスとともにカイドゥ配下のバアリン部と交戦している（イビル・シビルの戦い）。なお、この時のドゥルダカは「丞相（Čingsang）」とも称されており、『集史』「コルラウト部族志」で「宰相職にあった」とするのはこのように丞相の地位にあったことを指すのではないかと考えられている。ドゥルダカはオルジェイトゥ・カーンの死後、クルク・カーン（武宗カイシャン）の即位まで健在だったようで、即位式の直後に太傅の地位を授けられている。ドゥルダカがどのような最期を迎えたかは記録がない。